# Синор (перевал)
Синор, Синар, Синорский перевал (греч. σύνορο - граница) - перевал высотой 330 м в восточной части Крымских гор. Находится в субсредиземноморском поясе лесо-шибляковой растительности. Водораздел долин рек Судак и Коз. Через перевал по трассе средневековой дороги в настоящее время проходит шоссе 35К-005 из города Судак в посёлок Щебетовка.

## Описание
Находится в субсредиземноморском поясе лесо-шибляковой растительности. Водораздел долин рек Судак и Коз. Через перевал по трассе средневековой дороги в настоящее время проходит шоссе 35К-005 из города Судак в посёлок Щебетовка. С южной стороны от перевала возвышаются вершины хребта Токлук-Сырт, с северной стороны от перевала невысокий отрог Синорын-Обасы горы Урбаш (654 м).

Согласно труду П. Палласа «Наблюдения, сделанные во время путешествия по южным наместничествам Русского государства в 1793—1794 годах» в конце XVIII века дорога, как таковая, имелась на участке от Судака до Феодосии 
Две дороги ведут в Кооз. Самая удобная для экипажей проходит по поперечной долине, идущей от деревни Таракташ, между горой этого имени и следующей — Сары-кая с скалистым гребнем и Токлук-Сыртом в значительном расстоянии от моря, поднимаясь между гор близ источника, окруженного камнями, пересекая пласт брекчии и, наконец, достигнув обратной долины, круто спускающейся к Коозу… .
Ш. Монтандон в «Путеводителе путешественника по Крыму, украшенный картами, планами, видами и виньетками…» приводит название участка дороги от Отуз до Таракташа — Кизил-Таш-Йол. 
Во время Великой Отечественной войны, здесь после потери Феодосии и срыва советского наступления на Отузы 20-22 января 1941 года оборонялись против немецко-румынских войск силы Судакского десанта. В ночь на 23 января они отошли к Большому Таракташу.